# Tom Delange
Tom Delange is een Belgisch jiujitsuka en voormalig judoka.

## Levensloop
Hij werd op vijfjarige leeftijd actief in het judo bij Samoerai Ronse. Later maakte Delange de overstap naar het jijjitsu, waar hij actief werd bij Ippon Zwijnaarde.
Op het wereldkampioenschappen van 2017 in het Colombiaanse Bogota behaalde hij zilver in de gewichtsklasse -69kg.
Delange is werkzaam bij de Belgische politie als inspecteur te Zwijnaarde.